# Polierschiefer
Polierschiefer (auch Klebschiefer, Saugkiesel, Saugschiefer, Silbertripel) ist ein dünnschieferiges, sehr leichtes, glanzloses, hellgraues oder gelblichgraues, auch lichtgelbes Silikatgestein, das abfärbt, sich fein und mager anfühlt, Wasser begierig aufsaugt, also an der Zunge klebt, auf dem Wasser schwimmt (Schwimmkiesel), aber mit Wasser getränkt ein spezifisches Gewicht von nahezu 2 besitzt. In seiner Zusammensetzung entspricht der Polierschiefer ganz und gar der Kieselgur, von der er sich nur durch etwas festere Beschaffenheit und deutliche Schieferung unterscheidet. Polierschiefer findet sich als Limnisches Sediment, also als Ablagerung in Süßwasserseen der Tertiärzeit, im Böhmischen Mittelgebirge bei Bilin, im Basalttuff des Habichtswaldes, auch bei Planitz, Ménilmontant, am Montmartre etc. Man benutzt ihn wie Tripel zum Polieren und Schleifen von Metall, Glas und weiteren Materialien.